# Rally di Svezia 2003
Il Rally di Svezia 2003, ufficialmente denominato 52nd Uddeholm Swedish Rally, è stata la seconda prova del campionato del mondo rally 2003 nonché la cinquantaduesima edizione del Rally di Svezia e la ventottesima con valenza mondiale. La manifestazione si è svolta dal 7 al 9 febbraio sugli sterrati innevati che attraversano le foreste della contea di Värmland con base a Karlstad, città sulla sponda nord del lago Vänern, e le prove speciali da svolgersi nella zona di Hagfors, città designata come sede unica del parco assistenza per i concorrenti.
L'evento è stato vinto dal finlandese Marcus Grönholm, navigato dal connazionale Timo Rautiainen, alla guida di una Peugeot 206 WRC della squadra ufficiale Marlboro Peugeot Total, davanti all'altra coppia finlandese formata da Tommi Mäkinen e Kaj Lindström, su una Subaru Impreza WRC2003 del team 555 Subaru WRT, e a quella britannica composta da Richard Burns e Robert Reid, compagni di squadra dei vincitori.
In Svezia si disputava anche la prima tappa del campionato PWRC, che ha visto vincere l'equipaggio costituito dal pilota di casa Stig Blomqvist e dalla venezuelana Ana Goñi, su Subaru Impreza STi; la coppia era giunta al traguardo alle spalle del polacco Janusz Kulig, il quale venne però escluso dalla classifica a gara conclusa.

## Dati della prova
| Denominazione ufficiale             | Uddeholm Swedish Rally                                                  |
| Edizione N°                         | 52                                                                      |
| Tappa N°                            | 2 di 14                                                                 |
| Data manifestazione                 | da venerdì 07/02/2003 a domenica 09/02/2003                             |
| Sede ospitante                      | Karlstad (contea di Värmland)                                           |
| Sede parco assistenza               | Hagfors (contea di Värmland)                                            |
| Superficie                          | Neve                                                                    |
| Iscritti                            | 83                                                                      |
| Partiti                             | 75                                                                      |
| Arrivati                            | 53 (70,7%)                                                              |
| Prove speciali previste             | 17                                                                      |
| Prove speciali disputate            | 16 (1 cancellata)                                                       |
| Prova più breve                     | 1,86 km (PS6 e PS12: Hagfors Sprint)                                    |
| Prova più lunga                     | 43,69 km (PS3 e PS7: Granberget)                                        |
| Prova più lenta                     | velocità media di 56,75 km/h (PS6: Hagfors Sprint 1)                    |
| Prova più veloce                    | velocità media di 125,86 km/h (PS9: Lejen)                              |
| Lunghezza prove speciali previste   | 386,91 km                                                               |
| Lunghezza prove speciali disputate  | 355,25 km (18,7% della distanza totale effettiva - cancellati 31,66 km) |
| Lunghezza complessiva trasferimenti | 1548,22 km                                                              |
| Distanza totale effettiva           | 1903,47 km                                                              |

## Itinerario
| Frazione           | Prova  | Ora    | Nome                          | Partenza                      | Arrivo                        | Lunghezza | Totale    |
| ------------------ | ------ | ------ | ----------------------------- | ----------------------------- | ----------------------------- | --------- | --------- |
| Frazione 1 (7 feb) |        | 07:12  | Assistenza – Hagfors (20 min) | Assistenza – Hagfors (20 min) | Assistenza – Hagfors (20 min) | –         | 125,79 km |
| Frazione 1 (7 feb) | PS1    | 08:35  | Sagen 1                       | Malung-Sälen                  | Vansbro                       | 14,17 km  | 125,79 km |
| Frazione 1 (7 feb) | PS2    | 09:27  | Rammen 1                      | Filipstad                     | Hagfors                       | 23,16 km  | 125,79 km |
| Frazione 1 (7 feb) |        | 10:19  | Assistenza – Hagfors (20 min) | Assistenza – Hagfors (20 min) | Assistenza – Hagfors (20 min) | –         | 125,79 km |
| Frazione 1 (7 feb) | PS3    | 11:55  | Granberget 1                  | Malung-Sälen                  | Torsby                        | 43,69 km  | 125,79 km |
| Frazione 1 (7 feb) |        | 13:40  | Assistenza – Hagfors (20 min) | Assistenza – Hagfors (20 min) | Assistenza – Hagfors (20 min) | –         | 125,79 km |
| Frazione 1 (7 feb) | PS4    | 14:28  | Malta                         | Hagfors                       | Hagfors                       | 11,25 km  | 125,79 km |
| Frazione 1 (7 feb) | PS5    | 15:25  | Brunnberg 1                   | Malung-Sälen                  | Hagfors                       | 31,66 km  | 125,79 km |
| Frazione 1 (7 feb) | PS6    | 16:26  | Hagfors Sprint 1              | Hagfors                       | Hagfors                       | 1,86 km   | 125,79 km |
| Frazione 1 (7 feb) |        | 16:51  | Assistenza – Hagfors (45 min) | Assistenza – Hagfors (45 min) | Assistenza – Hagfors (45 min) | –         | 125,79 km |
|                    |        |        |                               |                               |                               |           |           |
| Frazione 2 (8 feb) |        | 06:42  | Assistenza – Hagfors (20 min) | Assistenza – Hagfors (20 min) | Assistenza – Hagfors (20 min) | –         | 140,37 km |
| Frazione 2 (8 feb) | PS7    | 08:18  | Granberget 2                  | Malung-Sälen                  | Torsby                        | 43,69 km  | 140,37 km |
| Frazione 2 (8 feb) |        | 09:53  | Assistenza – Hagfors (20 min) | Assistenza – Hagfors (20 min) | Assistenza – Hagfors (20 min) | –         | 140,37 km |
| Frazione 2 (8 feb) | PS8    | 11:24  | Fredriksberg                  | Filipstad                     | Ludvika                       | 18,14 km  | 140,37 km |
| Frazione 2 (8 feb) | PS9    | 12:07  | Lejen                         | Ludvika                       | Ludvika                       | 25,04 km  | 140,37 km |
| Frazione 2 (8 feb) |        | 13:45  | Assistenza – Hagfors (20 min) | Assistenza – Hagfors (20 min) | Assistenza – Hagfors (20 min) | –         | 140,37 km |
| Frazione 2 (8 feb) | PS10   | 14:37  | Vargasen                      | Hagfors                       | Sunne                         | 32,43 km  | 140,37 km |
| Frazione 2 (8 feb) | PS11   | 15:35  | Torntorp                      | Hagfors                       | Hagfors                       | 19,21 km  | 140,37 km |
| Frazione 2 (8 feb) | PS12   | 10:08  | Hagfors Sprint 2              | Hagfors                       | Hagfors                       | 1,86 km   | 140,37 km |
| Frazione 2 (8 feb) |        | 17:05  | Assistenza – Hagfors (45 min) | Assistenza – Hagfors (45 min) | Assistenza – Hagfors (45 min) | –         | 140,37 km |
|                    |        |        |                               |                               |                               |           |           |
| Frazione 3 (9 feb) |        | 07:12  | Assistenza – Hagfors (20 min) | Assistenza – Hagfors (20 min) | Assistenza – Hagfors (20 min) | –         | 120,75 km |
| Frazione 3 (9 feb) | PS13   | 08:35  | Sagen 2                       | Malung-Sälen                  | Vansbro                       | 14,17 km  | 120,75 km |
| Frazione 3 (9 feb) | PS14   | 09:27  | Rammen 2                      | Filipstad                     | Hagfors                       | 23,16 km  | 120,75 km |
| Frazione 3 (9 feb) |        | 10:19  | Assistenza – Hagfors (20 min) | Assistenza – Hagfors (20 min) | Assistenza – Hagfors (20 min) | –         | 120,75 km |
| Frazione 3 (9 feb) | PS15   | 11:14  | Hara                          | Hagfors                       | Hagfors                       | 11,91 km  | 120,75 km |
| Frazione 3 (9 feb) | PS16   | 12:12  | Brunnberg 2                   | Malung-Sälen                  | Hagfors                       | 31,66 km  | 120,75 km |
| Frazione 3 (9 feb) |        | 13:30  | Assistenza – Hagfors (20 min) | Assistenza – Hagfors (20 min) | Assistenza – Hagfors (20 min) | –         | 120,75 km |
| Frazione 3 (9 feb) | PS17   | 14:35  | Hagfors                       | Hagfors                       | Hagfors                       | 39,85 km  | 120,75 km |
| Frazione 3 (9 feb) |        | 15:25  | Assistenza – Hagfors (20 min) | Assistenza – Hagfors (20 min) | Assistenza – Hagfors (20 min) | –         | 120,75 km |
| Totale             | Totale | Totale | Totale                        | Totale                        | Totale                        | Totale    | 386,91 km |

## Risultati

### Classifica

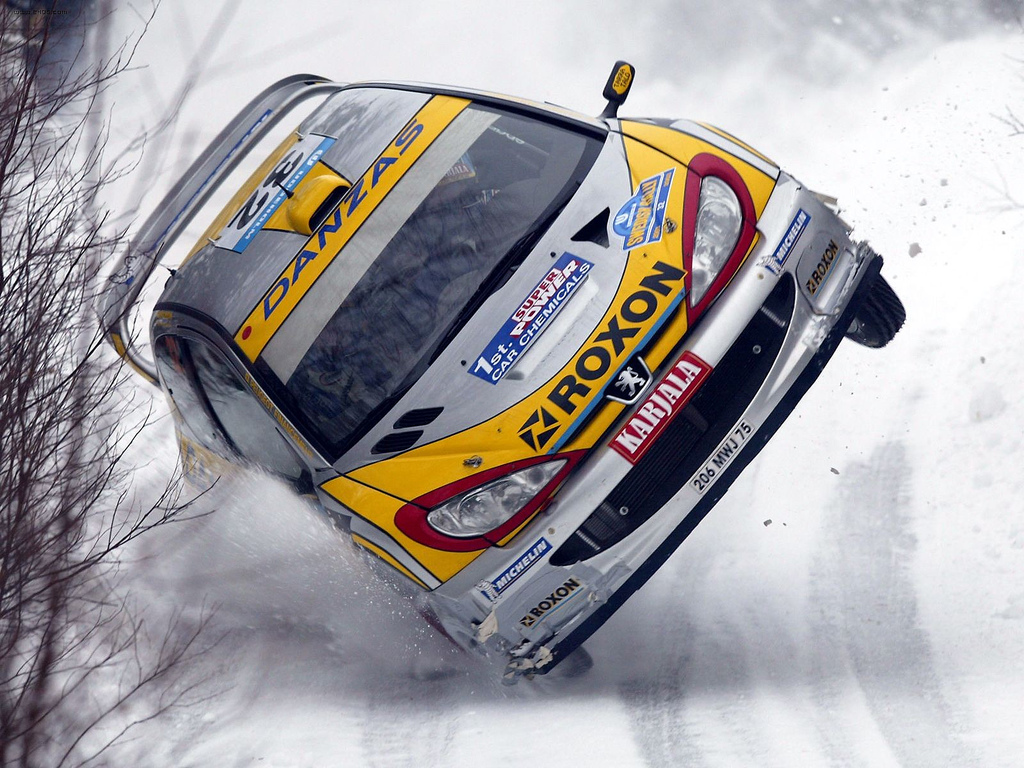
La Peugeot 206 WRC di Juuso Pykälistö durante uno spettacolare passaggio

| Pos.                   | Nº       | Pilota              | Co-pilota        | Auto                      | Squadra                      | Classe    | Tempo     | Distacco | Punti    |
| Generale               | Generale | Generale            | Generale         | Generale                  | Generale                     | Generale  | Generale  | Generale | Generale |
| ---------------------- | -------- | ------------------- | ---------------- | ------------------------- | ---------------------------- | --------- | --------- | -------- | -------- |
| 1.                     | 1        | Marcus Grönholm     | Timo Rautiainen  | Peugeot 206 WRC (2002)    | Marlboro Peugeot Total       | WRC       | 3h03'28"1 | –        | 10       |
| 2.                     | 8        | Tommi Mäkinen       | Kaj Lindström    | Subaru Impreza WRC2003    | 555 Subaru WRT               | WRC       | 3h04'18"9 | +50"8    | 8        |
| 3.                     | 2        | Richard Burns       | Robert Reid      | Peugeot 206 WRC (2002)    | Marlboro Peugeot Total       | WRC       | 3h04'46"0 | +1'17"9  | 6        |
| 4.                     | 4        | Markko Märtin       | Michael Park     | Ford Focus RS WRC 02      | Ford Rallye Sport            | WRC       | 3h05'13"9 | +1'45"8  | 5        |
| 5.                     | 17       | Colin McRae         | Derek Ringer     | Citroën Xsara WRC         | Citroën Total                | WRC       | 3h05'43"9 | +2'15"8  | 4        |
| 6.                     | 7        | Petter Solberg      | Phil Mills       | Subaru Impreza WRC2003    | 555 Subaru WRT               | WRC       | 3h05'47"2 | +2'19"1  | 3        |
| 7.                     | 18       | Sébastien Loeb      | Daniel Elena     | Citroën Xsara WRC         | Citroën Total                | WRC       | 3h06'42"8 | +3'14"7  | 2        |
| 8.                     | 15       | Toni Gardemeister   | Paavo Lukander   | Škoda Octavia WRC Evo3    | Škoda Motorsport             | WRC       | 3h06'47"3 | +3'19"2  | 1        |
| 9.                     | 19       | Carlos Sainz        | Marc Martí       | Citroën Xsara WRC         | Citroën Total                | WRC       | 3h06'52"3 | +3'24"2  | -        |
| 10.                    | 11       | Freddy Loix         | Sven Smeets      | Hyundai Accent WRC3       | Hyundai World Rally Team     | WRC       | 3h07'04"5 | +3'36"4  | -        |
| Campionato piloti PWRC |          |                     |                  |                           |                              |           |           |          |          |
| 1. (26.)               | 65       | Stig Blomqvist      | Ana Goñi         | Subaru Impreza WRX STi    | David Sutton Cars Ltd        | N4 / PWRC | 3h22'28"2 | –        | 10       |
| 2. (27.)               | 51       | Karamjit Singh      | Allen Oh         | Proton Pert               | Petronas EON Racing Team     | N4 / PWRC | 3h23'00"0 | +31"8    | 8        |
| 3. (29.)               | 55       | Martin Rowe         | Trevor Agnew     | Subaru Impreza STi        | David Sutton Cars Ltd        | N4 / PWRC | 3h24'20"9 | +1'52"7  | 6        |
| 4. (31.)               | 62       | Possum Bourne       | Mark Stacey      | Subaru Impreza WRX STi    | Subaru Production Rally Team | N4 / PWRC | 3h24'28"7 | +2'00"5  | 5        |
| 5. (33.)               | 67       | Krzysztof Hołowczyc | Łukasz Kurzeja   | Mitsubishi Lancer Evo VII | -                            | N4 / PWRC | 3h28'38"0 | +6'09"8  | 4        |
| 6. (37.)               | 64       | Joakim Roman        | Ingrid Mitakidou | Mitsubishi Lancer Evo V   | -                            | N4 / PWRC | 3h33'06"0 | +10'37"8 | 3        |
| 7. (38.)               | 78       | Łukasz Sztuka       | Per Carlsson     | Mitsubishi Lancer Evo VII | -                            | N4 / PWRC | 3h34'06"9 | +11'38"7 | 2        |
| 8. (41.)               | 76       | Patrick Richard     | Martin Headland  | Subaru Impreza WRX        | Subaru Rally Team Canada     | N4 / PWRC | 3h35'56"3 | +13'28"1 | 1        |

| Principali ritiri | Principali ritiri | Principali ritiri | Principali ritiri | Principali ritiri        | Principali ritiri            | Principali ritiri | Principali ritiri | Principali ritiri |
| PS                | Nº                | Pilota            | Co-pilota         | Auto                     | Squadra                      | Classe            | Causa             | Pos.              |
| ----------------- | ----------------- | ----------------- | ----------------- | ------------------------ | ---------------------------- | ----------------- | ----------------- | ----------------- |
| PS 6              | 5                 | François Duval    | Jean-Marc Fortin  | Ford Focus RS WRC 02     | Ford Rallye Sport            | WRC               | Motore            | 19º               |
| PS 7              | 12                | Jussi Välimäki    | Tero Gardemeister | Hyundai Accent WRC3      | Hyundai World Rally Team     | WRC               | Trasmissione      | 14º               |
| PS 8              | 3                 | Harri Rovanperä   | Risto Pietiläinen | Peugeot 206 WRC (2002)   | Marlboro Peugeot Total       | WRC               | Incidente         | 4º                |
| PS 8              | 32                | Juuso Pykälistö   | Esko Mertsalmi    | Peugeot 206 WRC (2002)   | -                            | WRC               | Incidente         | 6º                |
| PS 16             | 54                | Toshihiro Arai    | Tony Sircombe     | Subaru Impreza STi       | Subaru Production Rally Team | N4 / PWRC         | Motore            | 28º               |
| PS 17             | 34                | Henning Solberg   | Cato Menkerud     | Mitsubishi Lancer Evo VI | -                            | WRC               | Motore            | 16º               |

Legenda
| Icona | Classe                                                                                  |
| ----- | --------------------------------------------------------------------------------------- |
| WRC   | Equipaggio di classe A8 che può conquistare punti per il campionato costruttori WRC     |
| WRC   | Equipaggio di classe A8 che non può conquistare punti per il campionato costruttori WRC |
| PWRC  | Equipaggio registrato al campionato PWRC                                                |
| JWRC  | Equipaggio registrato al campionato Junior WRC                                          |
|       | Ulteriori classificazioni                                                               |

### Prove speciali
| Frazione           | Prova | Ora   | Nome             | Lunghezza | Vincitori | Tempo            | Velocità media | Leader del rally                |
| ------------------ | ----- | ----- | ---------------- | --------- | --- | ---------------- | -------------- | ------------------------------- |
| Frazione 1 (7 Feb) | PS1   | 08:35 | Sagen 1          | 14,17 km  | Sébastien Loeb Daniel Elena                                                                                         | 7'25"6           | 114,48 km/h    | Sébastien Loeb Daniel Elena     |
| Frazione 1 (7 Feb) | PS2   | 09:27 | Rammen 1         | 23,16 km  | Marcus Grönholm Timo Rautiainen                                                                                     | 12'05"5          | 114,92 km/h    | Marcus Grönholm Timo Rautiainen |
| Frazione 1 (7 Feb) | PS3   | 11:55 | Granberget 1     | 43,69 km  | Marcus Grönholm Timo Rautiainen                                                                                     | 21'43"9          | 120,63 km/h    | Marcus Grönholm Timo Rautiainen |
| Frazione 1 (7 Feb) | PS4   | 14:28 | Malta            | 11,25 km  | Marcus Grönholm Timo Rautiainen                                                                                     | 5'39"1           | 119,43 km/h    | Marcus Grönholm Timo Rautiainen |
| Frazione 1 (7 Feb) | PS5   | 15:25 | Brunnberg 1      | 31,66 km  | prova cancellata | prova cancellata |                | Marcus Grönholm Timo Rautiainen |
| Frazione 1 (7 Feb) | PS6   | 16:26 | Hagfors Sprint 1 | 1,86 km   | Richard Burns Robert Reid                                                                                           | 1'58"0           | 56,75 km/h     | Marcus Grönholm Timo Rautiainen |
|                    |       |       |                  |           | |                  |                | Marcus Grönholm Timo Rautiainen |
| Frazione 2 (8 Feb) | PS7   | 08:18 | Granberget 2     | 43,69 km  | Harri Rovanperä Risto Pietiläinen                                                                                   | 21'28"0          | 122,11 km/h    | Marcus Grönholm Timo Rautiainen |
| Frazione 2 (8 Feb) | PS8   | 11:24 | Fredriksberg     | 18,14 km  | Marcus Grönholm Timo Rautiainen e Richard Burns Robert Reid e Tommi Mäkinen Kaj Lindström e Carlos Sainz Marc Martí | 10'47"5          | 100,86 km/h    | Marcus Grönholm Timo Rautiainen |
| Frazione 2 (8 Feb) | PS9   | 12:07 | Lejen            | 25,04 km  | Marcus Grönholm Timo Rautiainen                                                                                     | 11'56"2          | 125,86 km/h    | Marcus Grönholm Timo Rautiainen |
| Frazione 2 (8 Feb) | PS10  | 14:37 | Vargasen         | 32,43 km  | Marcus Grönholm Timo Rautiainen                                                                                     | 18'18"7          | 107,24 km/h    | Marcus Grönholm Timo Rautiainen |
| Frazione 2 (8 Feb) | PS11  | 15:35 | Torntorp         | 19,21 km  | Marcus Grönholm Timo Rautiainen                                                                                     | 10'12"7          | 112,87 km/h    | Marcus Grönholm Timo Rautiainen |
| Frazione 2 (8 Feb) | PS12  | 16:40 | Hagfors Sprint 2 | 1,86 km   | Tommi Mäkinen Kaj Lindström                                                                                         | 1'56"8           | 57,33 km/h     | Marcus Grönholm Timo Rautiainen |
|                    |       |       |                  |           | |                  |                | Marcus Grönholm Timo Rautiainen |
| Frazione 3 (9 Feb) | PS13  | 08:35 | Sagen 2          | 14,17 km  | Tommi Mäkinen Kaj Lindström                                                                                         | 7'19"1           | 116,17 km/h    | Marcus Grönholm Timo Rautiainen |
| Frazione 3 (9 Feb) | PS14  | 09:27 | Rammen 2         | 23,16 km  | Marcus Grönholm Timo Rautiainen                                                                                     | 11'41"4          | 118,87 km/h    | Marcus Grönholm Timo Rautiainen |
| Frazione 3 (9 Feb) | PS15  | 11:14 | Hara             | 11,91 km  | Colin McRae Derek Ringer                                                                                            | 5'55"4           | 120,64 km/h    | Marcus Grönholm Timo Rautiainen |
| Frazione 3 (9 Feb) | PS16  | 12:12 | Brunnberg 2      | 31,66 km  | Markko Märtin Michael Park                                                                                          | 15'08"7          | 125,43 km/h    | Marcus Grönholm Timo Rautiainen |
| Frazione 3 (9 Feb) | PS17  | 14:35 | Hagfors          | 39,85 km  | Petter Solberg Phil Mills                                                                                           | 19'40"0          | 121,58 km/h    | Marcus Grönholm Timo Rautiainen |

## Classifiche mondiali
Classifica piloti
| Pos. | Pos. | Pilota            | Punti |
| ---- | ---- | ----------------- | ----- |
| 1    |      | Sébastien Loeb    | 12    |
| 2    |      | Colin McRae       | 12    |
| 3    | N    | Marcus Grönholm   | 10    |
| 4    | 1    | Richard Burns     | 10    |
| 5    | 1    | Markko Märtin     | 10    |
| 6    | N    | Tommi Mäkinen     | 8     |
| 7    | 4    | Carlos Sainz      | 6     |
| 8    | 2    | Cédric Robert     | 3     |
| 8    | N    | Petter Solberg    | 3     |
| 10   | 3    | François Duval    | 2     |
| 12   | 4    | Armin Schwarz     | 1     |
| 12   | N    | Toni Gardemeister | 1     |

Classifica costruttori WRC
| Pos. | Pos. | Squadra                  | Punti |
| ---- | ---- | ------------------------ | ----- |
| 1    |      | Citroën Total            | 24    |
| 2    | 1    | Marlboro Peugeot Total   | 22    |
| 3    | 1    | Ford Rallye Sport        | 15    |
| 4    | N    | 555 Subaru WRT           | 11    |
| 5    | 1    | Hyundai World Rally Team | 3     |
| 6    | 1    | Škoda Motorsport         | 3     |